# Quận Rock, Wisconsin
Quận Rock một quận thuộc tiểu bang Wisconsin, Hoa Kỳ. Quận lỵ đóng ở Janesville6. Theo điều tra dân số năm 2000 của Cục điều tra dân số Hoa Kỳ năm 2000, quận có dân số 152.307  người.

## Địa lý
Theo Cục điều tra dân số Hoa Kỳ, quận có diện tích 1881 km2, trong đó có 15 km2 là diện tích mặt nước.

### Xa lộ
- Interstate 90
- Interstate 39
- Interstate 43
- U.S. Highway 14
- U.S. Highway 51
- U.S. Highway 12
- Highway 11 (Wisconsin)
- Highway 26 (Wisconsin)
- Highway 59 (Wisconsin)
- Highway 67 (Wisconsin)
- Highway 81 (Wisconsin)
- Highway 89 (Wisconsin)
- Highway 104 (Wisconsin)
- Highway 140 (Wisconsin)
- Highway 213 (Wisconsin)

### Quận giáp ranh
- Quận Green - tây
- Quận Dane - bắc
- Quận Jefferson - đông bắc
- Quận Walworth - đông
- Quận Boone, Illinois - nam
- Quận Winnebago, Illinois - nam

## Thông tin nhân khẩu

Tháp dân số theo độ tuổi quận Rock, điều tra năm 2000.

Theo điều tra dân số 2 năm 2000, đã có 152.307 người, 58.617 hộ gia đình, và 40.387 gia đình sống trong quận hạt. Mật độ dân số là 211 người trên một dặm vuông (82/km ²). Có 62.187 đơn vị nhà ở mật độ trung bình là 86 trên một dặm vuông (33/km ²). Cơ cấu chủng tộc dân cư quận gồm 91,01% người da trắng, 4,63% da đen hay Mỹ gốc Phi, 0,28% người Mỹ bản xứ, 0,78% châu Á, Thái Bình Dương 0,04%, 1,77% từ các chủng tộc khác, và 1,50% từ hai hoặc nhiều chủng tộc. 3,91% dân số là người Hispanic hay Latino thuộc một chủng tộc nào. 32,8% là gốc Đức, gốc Na Uy 13,0%, 10,1% gốc Ailen, 7,5% gốc Anh và 5,5% gốc Mỹ theo điều tra dân số năm 2000.
Có 58.617 hộ, trong đó 33,60% có trẻ em dưới 18 tuổi sống chung với họ, 53,50% là đôi vợ chồng sống với nhau, 10,90% có nữ hộ và không có chồng, và 31,10% là các gia đình không. 25,10% hộ gia đình đã được tạo ra từ các cá nhân và 9,70% có người sống một mình 65 tuổi hoặc lớn tuổi hơn là người. Cỡ hộ trung bình là 2,54 và cỡ gia đình trung bình là 3,03.
Trong quận, dân số có độ tuổi với 26,50% dưới độ tuổi 18, 8,60% 18-24, 29,80% 25-44, 22,30% từ 45 đến 64, và 12,70% từ 65 tuổi trở lên đã được những người. Độ tuổi trung bình là 36 năm. Đối với mỗi 100 nữ có 97,00 nam giới. Đối với mỗi 100 nữ 18 tuổi trở lên, đã có 94,10 nam giới.